# Hipercromasia

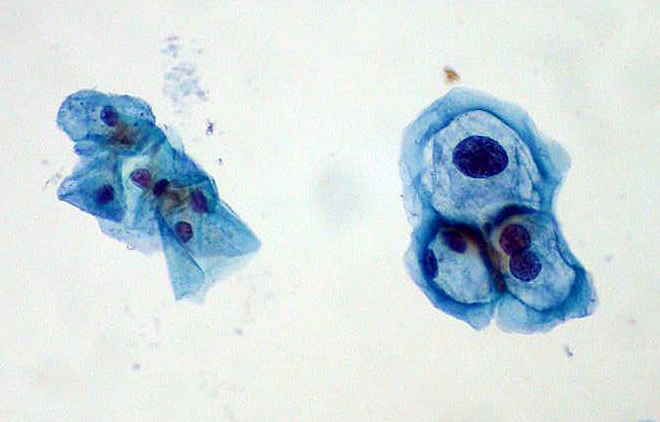
Dos grupos de células cervicales. Normales a la izquierda, a la derecha células infectadas con VPH, muestran formas típicas de coilocitos: núcleos aumentados x2 o x3, e hipercromasia.

En biología celular e histología hipercromasia se define como el aumento de cromatina en las estructuras celulares (citoplasma).
En el diagnóstico citológico, la hipercromasia nuclear es una de las características de malignidad de las células, aunque también puede manifestarse en otros contextos, como las enfermedades inflamatorias.